# Aceguá (Brasil)
Aceguá es un municipio del estado de Río Grande del Sur, Brasil. Pertenece a la Mesorregión del Sudoeste Rio-Grandense y a la microrregión de la Campanha Meridional.
El Municipio de Aceguá es formado por diversas comunidades, donde se destacan la de Aceguá (sede) y de la Colonia Nueva. Dista de aproximadamente 60 kilómetros del Municipio de Bagé, al sur, formando frontera con el Uruguay.

## Ciudad fronteriza
Aceguá de Brasil y Aceguá de Uruguay, se localizan en la línea de frontera, a mitad de camino entre Melo (Uruguay) y Bagé (Brasil), distando aproximadamente 60 km de cada una, y a lo largo de su historia ha sido un ejemplo de unión entre dos países.
Actualmente existe un gran número de establecimientos comerciales, impulsado sobre todo por Free Shops en el lado uruguayo, que se han instalado en los últimos años aprovechando el turismo proveniente de Brasil.

## Paleontología
Esta ciudad está situada en el Geoparque de la Paleorrota, y aquí hay afloramientos situados entre la Ciudad de Aceguá y Bagé, localizados a lo largo de la carretera BR-153. Son de la Formación Río del Rastro y fecha del Pérmico Superior.